# ボルテ・チノ
ボルテ・チノ（モンゴル語: Börte čino、中国語: 孛児帖赤那）とは、モンゴル部族の伝説上の始祖。『元朝秘史』などの史書によると、ボルテ・チノとコアイ・マラルとの間に生まれた子孫が、モンゴル部族を形成したとされる。『元朝秘史』の漢訳に従って「蒼き狼（蒼色狼）」とも表記される。

## 概要
モンゴル語で伝えられてきた伝承を漢字で音訳・翻訳した年代記『元朝秘史』は次のような文章から記述を始めている。
この後、『元朝秘史』はボルテ・チノとコアイ・マラルの子孫を名前のみ列挙し、ボルテ・チノの十世の孫に至った所で、「一つ眼の」ドア・ソコルとその弟のドブン・メルゲンの嫁取りの逸話を載せる。ドブン・メルゲンはアラン・コアという女性を娶ったが早世し、その後寡婦となったアラン・コアは日月の光の精（日月神）と交わって3人の息子を産み、その末子のボドンチャルがチンギス・カンの始祖になったと記す。そのため、厳密に言うとチンギス・カンはボルテ・チノの血を引いていない。
そもそも、「ボルテ・チノ伝承」のような「狼祖伝説」は6世紀頃にモンゴル高原を支配した突厥などにも伝えられており、テュルク系民族が有する伝承であった。一方、「日月神」にまつわる伝承はモンゴル系とされる契丹にも同様のものが伝えられており、こちらこそがモンゴル族固有の伝承であったと考えられている。また、『集史』の記述によるとチンギス・カン登場以前のモンゴル部には支配階層たるニルンとダルレギンという2グループがおり、ニルンには日月神の血を引く3氏族(カタギン氏・サルジウト氏・ボルジギン氏)とそこから派生した氏族のみが属するとされる。そこで、本来のモンゴル族の伝承は「日月神伝承」のみで、「ボルテ・チノ伝承」はモンゴル族が勢力を拡大する過程でダルレギン諸氏族とニルンとの関係を神話上で説明するため、テュルク系民族の伝承に着想を得て後に付加された伝承である、と考えられている。

## 『集史』における記述
フレグ・ウルスにおいてラシードゥッディーンによって編纂された史書、『集史』も『元朝秘史』と同じようなボルテ・チノにまつわる伝承を記録しているが、『元朝秘史』の伝える伝承と異なる点も存在する。両者の最も大きな相違点は、『集史』がボルテ・チノをモンゴル部最初の始祖とせず、それより以前の「ネクズとキヤン」に纏わる伝承をからモンゴル族の起源を説明している所にある。
「ネクズ・キヤン伝承」は「ボルテ・チノ伝承」と「男女が遠方よりブルカン・カルドゥンを訪れ、その子孫がモンゴル部族の始祖となった」とする点で共通しており、同じ始祖伝承から派生した逸話ではないかと考えられている。
なお、ネクズとキヤンとはモンゴル部に属する氏族集団の名称でもあり、12世紀末にモンゴル部で最も有力な集団こそがキヤト氏と、ネクズ氏から派生したタイチウト氏であった。ネクズ氏はチノス（狼）氏という別名も有しており、モンゴル部の始祖とされるBörte čino=NekuzとQo'ai maral=qiyanとは、12世紀末の有力集団タイチウト氏とキヤト氏の族霊（オンゴン）、すなわち狼と鹿をモチーフとするものではないかと推測されている。

## ボルテ・チノの末裔
ボルテ・チノ - 妻子コアイ・マラル
- 1. バタチカン
  - 2. タマチャ
    - 3. コリチャル・メルゲン
      - 4. アウジャン・ボロウル
        - 5. サリ・カチャウ
          - 6. イェケ・ニドン
            - 7. セン・ソチ
              - 8. カルチュ
                - 9.ボルジギダイ・メルゲン - 妻子モンゴルジン・コア
                  - 10. トロゴルジン・バヤン - 妻子ボロクチン・コア
                    - 11. ドア・ソコル
                    - 11. ドブン・メルゲン - 妻子アラン・コア
                      - 12. ベルグヌテイ
                      - 12. ブグヌテイ

---
- 12. ブグゥ・カタギ
- 12. ブカトゥ・サルジ
- 12. ボドンチャル
  - 13. バリン・シイラトゥ・カピチ
    - 14. メネン・トドン - 妻子ノムルン
      - 15. カチ・クルク
        - 16. カイドゥ
          - 17. バイ・シンコル・ドクシン
            - 18. トンビナイ・セチェン
              - 19. カブル・カン
                - 20. オキン・バルカク
                - 20. バルタン・バートル
                  - 21. モンゲトゥ・キヤン
                  - 21. ネクン・タイシ
                  - 21. イェスゲイ - 妻子ホエルン
                    - 22. テムジン
                    - 22. ジョチ・カサル
                    - 22. カチウン
                    - 22. テムゲ・オッチギン
                    - 22. ベクテル
                    - 22. ベルグテイ

                  - 21. ダアリタイ・オッチギン

                - 20. クトクトゥ・モンゴル
                - 20. クトラ・カン
                - 20. クラン
                - 20. カダアン
                - 20. トドエン・オッチギン

              - 19.  セン・セチェレ

          - 17. チャラカイ・リンクゥ
            - 18. セングン・ビルゲ
              - 19. アンバガイ・カン

          - 17. チャウジン・オルテゲイ